# Карл Адамек
Карл Адамек (нім. Karl Adamek, 23 липня 1910, Відень — 8 січня 2000, там само) — австрійський футболіст, що грав на позиції півзахисника. По завершенні ігрової кар'єри — тренер.
Виступав, зокрема, за клуб «Аустрія» (Відень), а також національну збірну Австрії.
Триразовий володар Кубка Австрії. Триразовий чемпіон Швеції (як тренер).

## Клубна кар'єра
У дорослому футболі дебютував 1927 року виступами за команду «Брігіттенауер», з яким вийшов у вищий дивізіон і дебютував у ньому.
Згодом з 1929 по 1930 рік грав у складі команді «Вінер Атлетік». Зіграв два матчі і забив 1 гол за команду в експериментальному розіграші Кубка Австрії 1930-31, коли провідні команди брали участь у круговому турнірі. ВАК виграв кубок, хоча Адамек закінчував це змагання гравцем «Флорісдорфера».
Твердим гравцем основи став у команді «Брігіттенауер», в яку повернувся в сезоні 1931-32. Наступний сезон відіграв у складі «Аустрії» (Відень). Гравцем основи у сезоні 1932-33 не був, але частково був причетним до перемог в Кубку Австрії і Кубку Мітропи. В національному кубку не грав у фіналі, але брав участь у розгромі з рахунком 10:1 «Слована» в 1/16 фіналу. В Кубку Мітропи 1933 також провів лише один матч, але у фіналі. Брав участь у домашньому матчі проти італійської «Амброзіани-Інтер», в якому «Аустрія» перемогла з рахунком 3:1 завдяки хет-трику Маттіаса Сінделара.
Після цього в 1933-1934 роках грав у Франції за «Гавр».
Посеред сезону 1934-1935 року повернувся до клубу «Аустрія» (Відень), за який відіграв наступні 12 сезонів. Додав до переліку своїх трофеїв ще по одному Кубку Австрії і Кубку Мітропи.

## Виступи за збірну
1932 року дебютував в офіційних матчах у складі національної збірної Австрії. Загалом протягом кар'єри в національній команді зіграв лише 8 матчів.

## Кар'єра тренера
Розпочав тренерську кар'єру в 1948 році, очоливши тренерський штаб швейцарського клубу «Б'єн».
1952 року став головним тренером шведської команди «Норрчепінг». Тренував команду з Норрчепінга п'ять років і тричі приводив до перемоги в чемпіонаті Швеції.
Згодом в 1957 році очолював тренерський штаб клубу «Аустрія» (Відень), після чого прийняв пропозицію попрацювати в італійському клубі «Аталанта». Залишив бергамський клуб 1959 року.
Також працював у клубах «Штурм», «Ергрюте» та «Штоккерау».
Останнім місцем тренерської роботи був клуб «Хамаркамератене», головним тренером команди якого Карл Адамек був в 1971 році.
Помер 8 січня 2000 року на 90-му році життя у місті Відень.

## Титули і досягнення

### Як гравця
- Володар Кубка Австрії (3):

«Вінер Атлетік»: 1930–1931
«Аустрія» (Відень): 1932–1933, 1935–1936
- Володар Кубка Мітропи (2):

«Аустрія» (Відень): 1933, 1936

### Як тренера
- Чемпіон Швеції (3):

«Норрчепінг»: 1952, 1956, 1957